# NGC 4762
NGC 4762 este o edge-on galaxy⁠(d) situată în constelația Fecioara. A fost descoperită în 15 martie 1784 de către William Herschel. Se află la o distanță de 22,6 de megaparseci de Pământ.